# المغامر (فلم 1948)
المغامر فيلم مصري أُنتج عام 1948، من تأليف محمود المليجي وعلي الزرقاني وإخراج حسن رضا وبطولة محمود المليجي وعلوية جميل وسامية جمال.
هذا الفيلم هو أول فيلم يخرجه حسن رضا

## قصة الفيلم
ينشأ الشاب مدللاً مستهترًا فينحرف إلى طريق الجريمة حتى يكون عضوًا بارزًا في جماعة منحرفة، يتعرف على فتاة فيحبها وتعرف عنه اضطلاعه في الجرائم فتعمل على إصلاح حاله، إلا أنه ينبهها إلى خطورة توبته. لكنها تشجعه على ذلك وبالفعل ينفصل عن الجماعة المجرمة ويقرر اغتساله من الدنس والجريمة وبأنه ثاب إلى رشده. لكنه يتعرض لممارسات إجرامية من العصابة التي تحاول أن تثنيه عن طريق التوبة، لكنه يتمسك بها بتشجيع فتاته له. بعد مواقف عديده من العصابة يخسر فيها الشاب الكثير في سبيل التوبة والرشاد، أخيرًا يستقر ويستكين حيث استطاع أن يخدع الجماعة الإجرامية بمشاركته في إحدى عملياتهم والتي أبلغ عنها البوليس ليستطيع إيقاعهم في شر أعمالهم. يعتبره البوليس شاهد ملك فلا يعاقب ليحيا في الطريق القويم الذي أناره له الحب.

## فريق العمل
إخراج: حسن رضا
تأليف:
- محمود المليجي
- علي الزرقاني

إنتاج: أفلام المليجي
الممثلون:
- محمود المليجي
- علوية جميل
- سامية جمال
- فاخر فاخر
- إستفان روستي
- فريد شوقي
- عبد القادر المسيري
- سناء سميح

## روابط خارجية
- مقالات تستعمل روابط فنية بلا صلة مع ويكي بيانات